# Apioninae
Sous-famille
Les Apioninae sont une sous-famille d'insectes curculionoïdes appartenant à l'ordre des coléoptères et à la famille des Brentidae (selon A. A. Legalov 2018).

## Liste des genres
- Acentrotypus Alonso-Zarazaga, 1990
- Alocentron Schilsky, 1901
- Apion Herbst, 1797
- Aspidapion Schilsky, 1901
- Aizobius Alonso-Zarazaga, 1990
- Betulapion Ehret, 1994
- Catapion Schilsky,1906
- Ceratapion Schilsky, 1901
- Cistapion Wagner, 1924
- Cyanapion Bokor, 1923
- Diplapion Reitter, 1916
- Eutrichapion Reitter, 1916
- Exapion Bedel, 1887
- Fremuthiell Alonso-Zarazaga, 1990
- Helianthemapion Wagner, 1930
- Hemitrichapion Voss, 1959
- Holotrichapion Gyorffy, 1956
- Ischnopterapion Bokor, 1923
- Ixapion Roudier & Tempère, 1973
- Kalcapion Schilsky, 1906
- Lepidapion Schilsky, 1906
- Loborhynchapion Gyorffy, 1956
- Malvapion Hoffmann, 1958
- Melanapion Wagner, 1930
- Mesotrichapion Gyorffy 1956
- Metapion Schilsky, 1906
- Omphalapion Schilsky, 1901
- Onychapion Schilsky, 1901
- Oryxolaemus Alonso-Zarazaga, 1990
- Osellaeus Alonso-Zarazaga 1990
- Oxystoma Duméril 1805
- Perapion Wagner, 1907
- Phrissotrichum Schilsky, 1901
- Pirapion Reitter, 1916
- Podapion Riley, 1883
- Protapion Schilsky, 1908
- Protopirapion Alonso-Zarazaga, 1990
- Pseudaplemonus Wagner, 1930
- Pseudoperapion Wagner, 1930
- Pseudoprotapion Ehret, 1990
- Pseudostenapion Wagner, 1930
- Rhopalapion Schilsky, 1906
- Squamapion Bokor, 1923
- Stenopterapion Bokor, 1923
- Synapion Schilsky, 1902
- Taeniapion Schilsky, 1906
- Taphrotopium Reitter, 1916
- Tatyanapion Legalov, 1997
- Trichopterapion Wagner, 1930